# Седліщкі (Холмський повіт)
Седліщкі (пол. Siedliszczki) — село в Польщі, у гміні Рейовець Холмського повіту Люблінського воєводства. Населення — 138 осіб (2011).

## Історія
За даними етнографічної експедиції 1869—1870 років під керівництвом Павла Чубинського, у селі здебільшого проживали римо-католики, проте населення переважно розмовляло українською мовою.
У 1975—1998 роках село належало до Холмського воєводства.

## Демографія
Демографічна структура станом на 31 березня 2011 року:
|          | Загалом | Допрацездатний вік | Працездатний вік | Постпрацездатний вік |
| -------- | ------- | ------------------ | ---------------- | -------------------- |
| Чоловіки | 64      | 12                 | 46               | 6                    |
| Жінки    | 74      | 18                 | 31               | 25                   |
| Разом    | 138     | 30                 | 77               | 31                   |